# Philipp V. von Dalberg
Philipp V. von Dalberg, genannt zu Neuweiher, (* 1529 oder 1530; † 6. September 1590) war ein Mitglied der reichsritterschaftlichen Familie von Dalberg und der erste und einiger der Wenigen der Familie, der im Zuge der Reformation, vom römisch-katholischen zum lutherischen Bekenntnis wechselte.

## Herkunft
Philipp V. war ein Sohn von Philipp IV. (* 1490 oder 1491; † 13. Januar 1533) und Katharina (* 1503, † 26. März 1563), Tochter von Philipp von Cronberg und von Katharina von Bach. Sie heirateten 1521. Katharina heiratete nach dem Tod von Philipp IV. noch zwei weitere Male: Zunächst Kaspar von Cronberg und dann 1537 Friedrich IX. von Fleckenstein († 1559).
Philipp V. war das einzige Kind aus der Ehe von Philipp IV. und Katharina.

## Familie
Philipp V. heiratete zweimal: zunächst 1549 Helma (Helene, Helena), Tochter von Johann Heinrich Roeder von Rodeck und Agatha von Weiler. Helma starb 1564. Im darauf folgenden Jahr, 1565, heiratete Philipp V. Anna (* 1545; † 9. Oktober 1612), Tochter von Damian von Handschuhsheim und Ursula von Fleckenstein. Aus diesen Ehen gingen hervor:
1. Philipp Friedrich I. (aus der ersten Ehe seines Vaters: * 1560; † 16. November 1589, bestattet in St. Peter in Herrnsheim, heute: Worms) heiratete im April 1589 Maria Apollonia, Tochter von Johann Wolf von Sponheim und Maria Schenk von Schmittburg. Sie schloss später eine zweite Ehe mit Hans Jakob von Wacholtz, Waldbott zu Mainz.[6]
2. Anna (aus der ersten Ehe ihres Vaters: * 1562; † 6. Februar 1626[7][Anm. 2]) heiratete zweimal:
  1. 1583 Johann Bock von Gerstheim und später
  2. 1588[8] Philipp Knebel von Katzenelnbogen. Anna starb 1619. Beigesetzt ist sie in Bödenheim.
3. Barbara (aus der zweiten Ehe ihres Vaters: * 1570; † 2. Mai 1583) wurde in oder bei St. Peter in Herrnsheim beigesetzt. Eine Grabplatte mit Reliefbild befindet sich an der südlichen Außenmauer der Kirche.[9]
4. Maria (aus der zweiten Ehe ihres Vaters: * 1571; † 4. Dezember 1619[Anm. 3], bestattet in Meisenheim). Sie heiratete zweimal:
  1. 1589 Georg Philipp von Dalberg (* 1565 oder 1566; † 2. Juli 1590) und
  2. am 25. Januar 1593 Johann Wolfgang von und zu Eltz († 14. Dezember 1619).[10]
5. Eberhard II. genannt zu Herrnsheim (aus der zweiten Ehe seines Vaters: * 1574; † 17. Juli 1614 in Lauterburg, bestattet in St. Peter in Herrnsheim), heiratete Anna (* 1581, † 20. März 1619, bestattet in der Katharinenkirche in Oppenheim), eine Tochter von Ernst Johann Schweikhard von Sickingen zu Ebernburg.

6. – 16. Weitere 10 Kleinkinder aus beiden Ehen sind früh verstorben. Namentlich bekannt sind davon: Katharina, Johanetta, Felicitas, Ursula und Johann.

## Wirken
Philipp V. schloss sich der Reformation an. Nach dem Grundsatz Cuius regio, eius religio wurden nun in den von ihm beherrschten Dörfern Abenheim (heute: Worms) und Herrnsheim Kirchen und Dorfbevölkerung auch gegen den Widerstand einiger Agnaten lutherisch. Das hielt aber auf die Dauer nicht. Von seinen Kindern folgte ihm nur Eberhard II. in der Konfession. Da mit Eberhard II. allerdings diese Linie der Dalberger ausstarb, erbten römisch-katholische Dalberger die Dörfer. 1635 war die Kirche in Herrnsheim endgültig wieder römisch-katholisch.

## Tod
Nach ihrem Tod erhielten Philipp V. und seine Frau ein Grabmal an der südlichen Außenmauer von St. Peter in Herrnsheim.